# Ойнохое
Ойнохое (от старогръцки: οἰνοχόη) е антична каничка за вино. Буквалният превод на думата означава ‘наливащ-вино’ (от οἶνος, 'вино' и χέω, ‘наливам’).
Често присъства в сцени от гръцки вази. По тях може да се види как разреденото с вода вино от кратерите е изливано в канички ойнохое и след това наливано в по-малки чашки за пиене на вино като киликси, фиали или кантароси.
Ойнохое е един от най-често срещаните древногръцки съдове и съществуват много различни вариации на формата. Изработван е от керамика, бронз, злато, сребро, а в по-късни периоди и от стъкло. Представлява съд с една дръжка, обикновено по-висок, отколкото широк.

## Типове
Сър Джон Бийзли идентифицира десет различни типа, базирани на вариации в профила, устието (трилистно, закръглено или издадено напред) и формата на дръжката.

### Ойнохое хус
Ойнохое хус (тип 3 по класификацията на Бийзли) има закръглена форма, с непрекъсната извивка и трилистно устие.
Вазите тип хус са били ползвани в Атина по време на Антестерии – един от най-старите празници, свързани с Дионис в древна Гърция. По време на фестивала се е пиело от хус и от него се е наливало виното за възлияния.
Миниатюрни версии на вазата, декорирани с детски сцени, често са намирани в детски гробове. Вероятно са били подарявани на деца по време на фестивала.
Ойнохое хус в древността също така е използвано за стандартна мерна единица, равна приблизително на 3.28 литра.

### Ойнохое олпе
Ойнохое олпе (тип 5 по класификацията на Бийзли) в днешно време е считан за отделен вид античен съд. Има високо и тясно тяло с непрекъсната извивка и висока вертикална дръжка. В модерната литература е именувано и като ‘кана’.

### Ойнохое епихизис
Ойнохое епихизис (тип 6 по класификацията на Бийзли) е още наричано ойнохое с чучур, хребетовидно ойнохое или биконично ойнохое. Устието обикновено е трилистно с по-голям преден и два по-малки задни дяла. Шията е с леко вдлъбнат профил и непрекъсната извивка до коничните рамене, където обикновено остър ръб отделя отвесните надолу стени на вазата. 
- Снимки
- Бронзово ойнохое от 1 – 2 век (ИМ – Нова Загора)
- Етруско чернофигурно ойнохое
- Атинско чернофигурно ойнохое, 510 г. пр.н.е.
- Коринтско ойнохое, 630 г. пр.н.е.